# Let's Fight Ghost
 (mars 2022).
La mise en forme du texte ne suit pas les recommandations de Wikipédia : il faut le « wikifier ».
Les points d'amélioration suivants sont les cas les plus fréquents. Le détail des points à revoir est peut-être précisé sur la page de discussion.
- Les titres sont pré-formatés par le logiciel. Ils ne sont ni en capitales, ni en gras.
- Le texte ne doit pas être écrit en capitales (les noms de famille non plus), ni en gras, ni en italique, ni en « petit »…
- Le gras n'est utilisé que pour surligner le titre de l'article dans l'introduction, une seule fois.
- L'italique est rarement utilisé : mots en langue étrangère, titres d'œuvres, noms de bateaux, etc.
- Les citations ne sont pas en italique mais en corps de texte normal. Elles sont entourées par des guillemets français : « et ».
- Les listes à puces sont à éviter, des paragraphes rédigés étant largement préférés. Les tableaux sont à réserver à la présentation de données structurées (résultats, etc.).
- Les appels de note de bas de page (petits chiffres en exposant, introduits par l'outil «  Source ») sont à placer entre la fin de phrase et le point final[comme ça].
- Les liens internes (vers d'autres articles de Wikipédia) sont à choisir avec parcimonie. Créez des liens vers des articles approfondissant le sujet. Les termes génériques sans rapport avec le sujet sont à éviter, ainsi que les répétitions de liens vers un même terme.
- Les liens externes sont à placer uniquement dans une section « Liens externes », à la fin de l'article. Ces liens sont à choisir avec parcimonie suivant les règles définies. Si un lien sert de source à l'article, son insertion dans le texte est à faire par les notes de bas de page.
- La présentation des références doit suivre les conventions bibliographiques. Il est recommandé d'utiliser les modèles {{Ouvrage}}, {{Chapitre}}, {{Article}}, {{Lien web}} et/ou {{Bibliographie}}. Le mode d'édition visuel peut mettre en forme automatiquement les références.
- Insérer une infobox (cadre d'informations à droite) n'est pas obligatoire pour parachever la mise en page.

Pour une aide détaillée, merci de consulter Aide:Wikification.
Si vous pensez que ces points ont été résolus, vous pouvez retirer ce bandeau et améliorer la mise en forme d'un autre article.
Let's Fight Ghost est une série télévisée sud-coréenne de seize épisodes de 60 minutes diffusé du 11 juillet 2016 au 30 août 2016 sur TVN et est adapté du webtoon du même nom qui a été sérialisé sur Naver de 2007 à 2010, avec comme acteurs principaux Kim So-hyun dans le rôle de Kim Hyun-ji, Ok Taec-yeon jouant Park Bong-pal et Kwon Se-in en tant que Joo Hye-seong.

## Synopsis
Park Bong-pal (Ok Taec-yeon) a grandi avec la capacité de voir les fantômes. Il utilise son pouvoir afin de travailler comme exorciste, bannissant les fantômes afin de gagner suffisamment d'argent pour subir une procédure qui lui enlèvera ses capacités. Dans un lycée hanté, il rencontre Kim Hyun-ji (Kim So-hyun), une lycéenne fougueuse qui, à cause d'un accident de la circulation, est devenu un esprit errant. Hyun-ji pense que Bong-pal pourrait détenir le secret de la raison pour laquelle elle est devenue un fantôme. Afin d'être libérée de l'errance sans fin et de pouvoir accéder à sa vie après la mort, Hyun-ji convainc Bong-pal de la laisser emménager chez lui, et les deux deviennent des partenaires de combat contre les fantômes.

## Distribution

### Acteurs principaux
- Ok Taec-yeon : Park Bong-pal (adulte)
- Lee Seung-woo : Park Bong-pal (enfant)
- Kim So-hyun : Kim Hyun-ji
- Kwon Yul : Joo Hye-sung (adulte)
- Jang Ho-joon : Joo Hye-sung (enfant)

### Acteurs secondaires
- Kim Sang-ho : Monk Myung-cheol
- Kim Min-sang : Park Ji-hoon
- Son Eun-seo : Hong Myung-hee
- Lee Do-yeon : Oh Kyung-ja
- Kang Ki-young : Choi Cheon-sang
- Lee David : Kim In-rang
- Baek Seo-yi : Lim Seo-yeon

### Distribution étendue
- Nam Kyung-min : Infirmière Jung
- Yeon Ji-hae : Infirmière Kim
- Yoon Seo-hyun : Détective Yang
- Jung Ji-soon : Détective Kim
- Choi Min-geum
- Oh Ha-nui
- Seo Yoon-ah : Noh Hyun-joo
- Yoon Joo
- Kim Choo-wol
- Lee Jeong-hyuk
- Kwon Ban-seok
- Hyun Jeong-cheol
- Kim Ji-eun : étudiant de première année Kim Ji-eun
- Yoon Sung-won
- Yeom Ji-hye
- Son Seung-hee
- Kim Hyo-myung : président du club syndical
- Seo Kwang-jae : ami acupuncteur du moine Myung-cheol
- Seo Jeong-ha
- Lee Ye-rim
- Son Young-soon : grand-mère de l'enfant décédé
- Park Gyu-young : Lee Se-in
- Oh Eun-byul
- Kwon Ji-hwan
- Kim Sang-woo
- Lee Jin-mok
- Lee Min-sung
- Kwon Soon-joon
- Kang Min-ah : Kim Eun-sung
- Joo Boo-jin : grand-mère de la maison d'hôtes
- Kim Do-yoon
- Park Geon-rak
- Choi Yoon-joon
- Kim Joon-won : détective
- Choi Soo-im : Le frère cadet de Hyun-min
- Son Seon-geun
- Yook Mi-ra
- Park Geon
- Park Gwi-soon : monk
- Park Hyung-joon : docteur
- Yoon Hee-won : Le père de Hyun-ji
- Park Jae-hong
- Ha Min
- Yoo An
- Ahn Soo-bin
- Lee Han-joo
- Han Ji-woon
- Im Jae-geun
- Ri Min [ko]
- Jung Jong-hyun
- Kim Mi-hye
- Kim Hye-rim
- Jo Seon-mook
- Go Jin-young
- Lee Jae-soo
- Shin Dong-hoon
- Ahn Sung-geon
- Kang Ji-woo
- Lee Ho
- Kim Ji-eun
- Choi Hyo-eun
- Kim So-yi
- Park Sung-gyun
- Kim Joo-young
- Park Dae-won
- Lee Dong-hee
- Jo Ah-jin
- Cha Min-hyuk
- Lee Jae-won
- Ahn Ye-eun
- Kim Soo-jeong
- Yang Ha-young

## Apparitions spéciales
- Lee Se-young comme fantôme (Ep. 1)
- Choi Hong-man comme fantôme (Ep. 1)
- Shim Hyung-tak en tant que professeur (Ep. 1, 5, 16)
- Woo Hyun comme fantôme (Ep. 1)
- Choi Go en tant que garçon dans un bus (Ep. 1)
- Lee Jung-eun en tant que femme présidente de l'appartement (Ep. 2)
- Han Bo-reum en tant que Miz (Ep. 3)
- Choi Dae-sung en tant que propriétaire du sauna (Ep. 4)
- Goo Bon-im en tant que connaissance du moine Myung-cheol (Ep. 5, 10–11, 15)
- Park Hyun-sook (actrice) en tant que mère de Kim Eun-sung(Ep. 7)
- Kim Ji-young en tant que grand-mère de Kim In-rang (Ep. 7)
- Choi Ji-na en tant que Seo Jeong-geum, mère de Hyun-ji (Ep. 7, 11)
- Park Choong-seon en tant que personnel d'autopsie du CSI national (Ep. 7, 10)
- Jin Yi-han en tant que Hyun-min (Ep. 9, 10)
- Lee Soo-kyung en tant que Shin Soo-kyung (Ep. 9, 10)
- Yoon Bong-gil en tant que secrétaire du club syndical (Ep. 10)
- Kim Hee-won en tant que détective (Ep. 12)
- Seo Hyun-jin en tant que commis de grand magasin (Ep. 13)
- Kwon Hyuk-soo en tant que client (Ep. 16)
- Yoon Doo-joon en tant que Goo Dae-young (Ep. 16)
- Kim Hyun-sook en tant que chaman (Ep. 16)

## Production
En mars 2016, tvN a annoncé qu'elle adapterait et produirait une version dramatique de Hey Ghost, Let's Fight, un manhwa populaire 2007-2010 d' Im In-seu, sous le même titre. Le 27 avril, l'agence de Kim So-hyun a confirmé qu'elle rejoindrait le drame,[18] avec le rôle principal masculin Ok Taec-yeon et Kwon Yul le 4 mai.[19]
La première lecture du scénario a eu lieu le 18 mai 2016 au CJ E&M Center à Sangam-dong, Séoul, Corée du Sud.[20] L'épisode 1 a été diffusé le 11 juillet 2016 sur la chaîne tvN.

## Épisodes
| No | Titre                                                                   | Scénarisé par | Écrit par | Date de diffusion originale |
| --- | ----------------------------------------------------------------------- | ------------- | --------- | --------------------------- |
| 1 | "Épisode 1" Transcription : "Partie 1" (coréen : 제1회)                 | TBA           | TBA       | 11 Juillet 2016             |
| Park Bong-pal est un étudiant en économie de 23 ans à l'Université Myungsung qui a la capacité de voir les fantômes. Il exorcise les fantômes pour de l'argent, mais il ne peut éliminer que les plus faibles. À une occasion, il reçoit un appel dans un lycée pour filles où il rencontre Hyun-ji, un fantôme errant à la recherche de souvenirs sur son identité et sa mort. Au cours d'une brève bagarre avec Hyun-ji, Bong-pal l'embrasse accidentellement, ce qui lui fait se souvenir d'un fragment de temps montrant la scène d'un accident dans lequel elle était apparemment impliquée. Elle enquête sur l'université de Bong-pal pour trouver des indices sur lui. Deux des classes supérieures de Bong-pal, Cheon-sang et In-rang, tentent de l'enrôler dans leur club, GhostNet, où le duo filme soi-disant des fantômes et des entités paranormales. Ils se retrouvent dans le même lycée de filles que Bong-pal a visité plus tôt, et ils rencontrent le fantôme d'un enseignant qui s'est avéré être un pervers. Bong-pal et les membres de GhostNet fuient l'école, mais Bong-pal revient pour aider Hyun-ji à vaincre le fantôme malveillant. Hyun-ji regarde un professeur de l'université de Bong-pal sauver un chien coincé dans un égout. |                                                                         |               |           |                             |
| 2 | "Épisode 2" Transcription : "Partie 2" (coréen : 제2회)                 | TBA           | TBA       | 12 Juillet 2016             |
| Armé de l'adresse de Bong-pal du profil de l'université, Hyun-ji l'attend dans son complexe d'appartements. Elle essaie de l'embrasser délibérément après un conseil de son ami fantôme, seulement pour qu'un Bong-pal suspect l'esquive. Pendant ce temps, le club GhostNet examine les images qu'ils ont filmées au lycée des filles, en déduisant qu'ils doivent recruter ou suivre Bong-pal car il peut vraiment voir et combattre les fantômes. Le professeur Hye-sung se présente comme l'enseignant suppléant en sciences humaines d'un ancien enseignant qui a démissionné de manière inattendue. GhostNet subit des pertes de classement en raison du troll Internet nommé Sadako, et leur électricité a été coupée. Hyun-ji engage Bong-pal comme deuxième assistant du professeur Hye-sung. Le moine Myung-cheol est embauché par une dame pour enquêter sur une chambre à Gampo Inn; il est malmené par l'esprit maléfique à l'intérieur. Bong-pal rentre chez lui, où il est suivi par Hyun-ji, qui attend de prendre un repas, tout en lui disant son objectif. Ensuite, le moine Myung-cheol entre dans la maison de Bong-pal avec des provisions, puis ils commencent à manger, tandis que Hyun-ji demande secrètement de la nourriture, Bong-pal prépare un lot supplémentaire de nourriture pour un "chat errant exigeant". Pendant ce temps, l'assistante scolaire Lim Seo-yeon rend visite à la clinique vétérinaire de Hye-sung. Hyun-ji, voyant à la fois Bong-pal et Monk Myung-cheol dormir, se faufile et tout en enquêtant sur la maison, essaie d'embrasser Bong-pal, mais elle est contrecarrée par un Myung-cheol soudainement réveillé. Bong-pal se dirige vers l'université, se préparant pour le prochain cours pendant qu'il est surveillé par GhostNet, qui confirme en outre qu'il peut interagir avec des fantômes. Ils le suivent ensuite jusqu'au même motel où Myung-cheol a tenté de dissiper l'esprit maléfique sans éveiller ses soupçons. Tout en lavant des vêtements, Myung-cheol se demande où il a laissé son cimeterre, puis se rend compte qu'il l'a laissé à Gampo Inn. Au Gampo Inn, ils découvrent la vérité derrière la pièce hantée et dissipent l'esprit maléfique, puis Bong-pal voit le cimeterre de Myung-cheol être là, puis sur le toit de l'appartement de Bong-pal, ils s'embrassent. Dans l'épilogue de l'épisode, Myung-cheol qui a de nouveau fui le Gampo Inn la nuit, voit les membres de GhostNet avec tous les paquets de tranquillisants et les réveille. |                                                                         |               |           |                             |
| 3 | "Épisode 3" Transcription : "Partie 3" (coréen : 제3회)                 | TBA           | TBA       | 18 Juillet 2016             |
| Après que Bong-pal et Hyun-ji se soient embrassés, elle part brusquement, rendant Bong-pal mécontent. Pendant ce temps, à un autre endroit, une femme est vue en train d'enregistrer un suicide. Le lendemain, Bong-pal pense au départ brutal de Hyun-ji hier, et elle a une petite conversation avec son amie, Kyung-ja, qui a cherché son "chéri" sur tout le campus de l'université de Bong-pal. Ensuite, Hyun-ji rencontre Bong-pal, raisonnant son départ brusque en lui disant qu'aucun autre souvenir ne lui est revenu et qu'elle l'aidera dans ses autres travaux. Lim Seo-yeon voit que le chien sauvé à la clinique vétérinaire du professeur Hye-sung n'a toujours pas été adopté, alors elle décide de l'adopter. Pendant ce temps, Cheon-sang a du mal à gérer la pêche à la traîne constante de Sadako. Bong-pal fait du shopping, et pendant qu'il fait ses courses, Hyun-ji jette une brosse à dents et une tasse roses, car s'ils peuvent vivre ensemble, elle en aura besoin. Elle harcèle également Bong-pal pour qu'il achète de la viande. Après avoir terminé les courses, Hyun-ji voit une robe rose qu'elle aime et veut que Bong-pal la lui achète et la lui donne en la brûlant. Cheon-sang rencontre un autre problème causé par Sadako. Bong-pal et Hyun-ji se préparent pour le repas, lorsque le moine Myung-cheol apparaît et révèle qu'il cherchait son cimeterre toute la journée, qui se trouvait dans son appartement. Puis il mange le repas préparé par Bong-pal et utilise la brosse à dents que Hyun-ji a eue, ce qui la contrarie. Le lendemain, Cheon-sang et In-rang se rendent à l'appartement de Sadako pour le battre, mais à leur grande surprise, ils le voient mort. Les gars appellent la police, le détective révèle que Sadako a également été poursuivi par la star hallyu Miz. Lors de l'interrogatoire des gars à la police, Cheon-sang raconte que Sadako a piraté sa carte d'identité pour publier des commentaires malveillants sous son nom. Il est également révélé dans un rapport que Miz avait une communauté anti-fans dirigée par Sadako et avait de nombreux commentaires négatifs. Au cours de l'interrogatoire, le sergent reçoit un rapport selon lequel un autre membre de la communauté anti-fan est décédé. Il est révélé par la nouvelle que Miz s'est suicidée hier soir, et sa vidéo de suicide se répand comme une traînée de poudre. Ils vérifient la communauté anti-fans, mais In-rang devient nerveux parce que Cheon-sang est aussi une "cible" d'elle. Le professeur Hye-sung voit Noh Hyun-joo nourrir un chat et se fait griffer par celui-ci alors qu'il essaie de vérifier son état, le moine Myung-cheol se prépare pour une cérémonie, il enregistre sa conférence sur son téléphone et reçoit un appel pendant qu'il joue le enregistrement, ce qui entraîne une nouvelle interruption de la cérémonie. In-rang demande l'aide de Bong-pal, et ils se précipitent pour sauver la vie de Cheon-sang et dissiper le fantôme de Miz en lui disant qu'elle est celle qui se déteste le plus et que si elle ne s'aime pas, personne ne peut l'aimer. Puis, après être rentré à la maison, Bong-pal brûle la robe pour Hyun-ji, qui est heureuse d'avoir la nouvelle tenue. |                                                                         |               |           |                             |
| 4 | "Épisode 4" Transcription : "Partie 4" (coréen : 제4회)                 | TBA           | TBA       | 19 Juillet 2016             |
| GhostNet est expulsé de leur chambre et ils ignorent les messages de Bong-pal. Hyun-ji se repose pendant un moment, puis après s'être réveillée, elle voit Bong-pal se préparer pour ses cours, puis Bong-pal l'avertit de ne pas entrer dans une pièce particulière pendant son absence. Puis elle le suit à l'université. À l'université, elle a une conversation avec Kyung-ja, et elle dit qu'elle serait encore plus jolie avec des talons hauts. Puis dans l'auditorium, Bong-pal aide Lim Seo-yeon à mettre les manuels sur les bureaux, et Hye-sung les salue, mais elle voit la cicatrice sur la main de Hye-sung, et Hyun-ji regarde de plus près la cicatrice, et est surprise quand elle remarque que Hye-sung l'a esquivée au lieu de sortir directement par la sortie, ce qu'elle dit à Bong-pal pendant la conférence, mais il ne la tient pas compte. Bong-pal remarque que GhostNet évite ses SMS mais ne voit que l'avis d'expulsion sur leur chambre. Pendant ce temps, GhostNet doit non seulement obtenir les frais pour Bong-pal, mais également la facture de service pour leur chambre. Lim Seo-yeon rencontre Noh Hyun-joo, qui a manqué le cours et qui semble contrarié par quelque chose. Ensuite, il est montré qu'hier tard dans la nuit, elle a été témoin que Hye-sung a tué le chat qui s'est gratté la main et a laissé tomber son stylo sur les lieux pendant l'acte. Puis elle s'enfuit et laisse tomber accidentellement le stylo de Hye-sung que Lim Seo-yeon ramasse. Ensuite, Bong-pal prépare les tests de mesure pour Hyun-ji, qui veut passer le SAT car elle pense que c'est ce qu'il faut pour sa traversée, puis elle réussit mal les tests préparés. Après cela, Lim Seo-yeon rend le stylo qu'elle a ramassé à Hye-sung, qui est contrarié d'avoir un témoin. Le moine Myung-cheol rend visite à l'acupuncteur et s'entretient avec lui du père de Bong-pal et révèle qu'un autre "jeune et beau garçon" le cherchait également, et notant que le père de Bong-pal avait une lettre inachevée à sa chambre de motel. GhostNet est impatient de gagner de l'argent, mais leur équipement photo a été endommagé lors de leurs précédentes rencontres et ne peut pas le retourner sous garantie. Ils cherchent également un logement et trouvent un spa bon marché, mais Cheon-sang est ciblé par l'esprit maléfique à l'intérieur. De retour à l'appartement de Bong-pal, Hyun-ji s'endort au milieu de la séance de tutorat, et après s'être réveillée, elle voit que la "pièce interdite" a sa porte légèrement ouverte, alors elle jette un coup d'œil à l'intérieur et voit une paire de talons hauts et demande à Bong-pal de le lui donner, mais cela le contrarie et lui dit d'arrêter d'essayer d'agir comme un humain alors qu'elle est un fantôme. Ensuite, Bong-pal tombe sur GhostNet et ils se rendent au spa hanté pour obtenir l'argent. Bong-pal prépare le déjeuner et Hyun-ji est heureux d'en avoir aussi. Ensuite, les infirmières de la clinique vétérinaire de Hye-sung discutent de la façon dont il a soudainement transféré ses opérations de la zone la plus ancienne et le voient quitter la clinique et leur dit de rentrer chez eux. Ensuite, Bong-pal et Hyun-ji rencontrent GhostNet dans un bar, car ils paieront leurs frais. Au bar, ils offrent des bombes de soju Bong-pal, qu'il refuse, et ils lui offrent une bonne proposition de leur argent de récompense, et pour l'obtenir, il doit éloigner le fantôme dans le spa. Hyun-ji boit l'une des bombes de soju et devient ivre. Ils chassent le fantôme même si c'était dur. Un Hyun-ji ivre essaie de se battre avec Bong-pal, mais après que cela n'a pas réussi, elle dit qu'elle ne voulait pas être un fantôme et ne sait même pas pourquoi elle est morte. Puis elle s'évanouit et Bong-pal la ramène chez elle. Noh Hyun-joo rentre chez elle, elle est prise au dépourvu par Hye-sung, qui l'étouffe ensuite. |                                                                         |               |           |                             |
| 5 | "Épisode 5" Transcription : "Partie 5" (coréen : 제5회)                 | TBA           | TBA       | 25 Juillet 2016             |
| Bong-pal prépare une soupe de germes de soja pour Hyun-ji, puis la réveille. Il reçoit également la réduction de l'argent de récompense de GhostNet, ainsi qu'un message de leur part, puis Bong-pal, avec Hyun-ji, vérifie le solde de son épargne, et Hyun-ji est surpris du solde de Bong-pal et se demande pourquoi il est avare. de l'argent. Puis ils montent dans le bus. À l'université, Cheon-sang et In-rang aiment leur succès, et ils ont rebaptisé leur groupe "Sundae Soup". Ils essaient de conclure un accord avec Bong-pal où ils exploitent le club en prenant en charge les tâches de dissipation des fantômes et ils partagent les bénéfices, et en fournissant une voiture à l'usage de Bong-pal pour se rendre sur les lieux. Ils sont refusés par lui et ils espionnent à nouveau Bong-pal, et ils concluent que pour avoir Bong-pal dans leur groupe, ils doivent inscrire Lim Seo-yeon dans leur groupe, et cela le fera rejoindre tout de suite. Ensuite, les infirmières de la clinique vétérinaire de Hye-sung se demandent pourquoi il est en retard, mais ensuite on le voit arriver et les infirmières se demandent comment il a eu des traces de boue sur ses chaussures. Puis il change de tenue, et jette ses vieux vêtements dans un sac poubelle. Hye-sung, à la classe, propose un congé anticipé pour la classe, vérifie l'assiduité, notant que Noh Hyun-joo a de nouveau disparu. Une fois le cours terminé, il invite Bong-pal et Lim Seo-yeon pour un repas. Au restaurant, Hye-sung demande à Bong-pal où il habite et s'il a vu son père récemment. Pendant ce temps, Hyun-ji a une conversation avec Kyung-ja, disant qu'elle est en colère que Bong-pal ait le béguin pour Lim Seo-yeon. Puis après avoir failli trébucher dans les escaliers, elle est sauvée par Bong-pal, qui la cherchait. Sundae Soup inscrit Lim Seo-yeon. Hye-sung, dans sa clinique pour animaux, parcourt un vieil album photo, qui contient des photos de Bong-pal, puis il vérifie plus tard l'immeuble dans lequel il réside. De retour à l'appartement de Bong-pal, Hyun-ji voit les vieilles photos de la famille de Bong-pal et s'excuse pour son erreur antérieure. Sundae Soup conduit une fourgonnette battue à l'appartement de Bong-pal, et Bong-pal, voyant que Lim Seo-yeon est sur la liste du club, s'inscrit instantanément au club, et ils se rendent à leur premier emplacement, qui est un appartement qui est apparemment hanté. Sur l'aire de jeux de l'immeuble, ils voient une femme assise dans les escaliers, qui est ensuite escortée loin de la scène. Le moine Myung-cheol rend visite à la vierge bodhisattva pour obtenir une amulette qui peut éloigner les fantômes, puis la bodhisattva dit qu'elle a entendu parler de sa tentative ratée dans le cas de Gampo Inn, qui a été magistralement gérée par un autre exorciste, qui se révèle alors être Bong. -copain. Pendant ce temps, à l'appartement, Bong-pal et Hyun-ji enquêtent sur la scène et ils voient un petit enfant courir dans le couloir de l'appartement, mais après avoir essayé de l'arrêter, il mord le bras de Bong-pal et ils voient un autre fantôme s'approcher, mais il a apparemment disparu et ils rencontrent Sundae Soup, puis ils rentrent chez eux, où Bong-pal cherche l'histoire de l'appartement et trouve un article détaillant la mort d'un mari violent dans l'appartement, puis ils prennent rapidement un taxi de retour à l'appartement, et quand ils arrivent, ils revoient la femme dans l'escalier. Dans l'appartement, Bong-pal dit que l'enfant se cache du fantôme de son beau-père, et leur histoire est racontée par des flashbacks, révélant que la femme assise dans les escaliers est la mère de l'enfant. Ensuite, Bong-pal combat le fantôme du beau-père de l'enfant, puis ils guident l'enfant vers sa mère, et les deux se réunissent, ce qui rappelle ensuite à Bong-pal son enfance, où il a ressenti le même sentiment, lorsque le fantôme de sa mère était le consoler, mais elle a finalement dû le quitter. Alors qu'ils rentrent chez eux, ils voient le moine Myung-cheol boire du soju dans une auberge, et il verse une tasse pour Bong-pal, puis il dit qu'il connaît les emplois secondaires de Bong-pal, et qu'il doit arrêter d'exorciser les fantômes. pour l'amour de sa mère. Puis, de retour à l'appartement de Bong-pal, il fait un cauchemar avec des fantômes. |                                                                         |               |           |                             |
| 6 | "Épisode 6" Transcription : "Partie 6" (coréen : 제6회)                 | TBA           | TBA       | 26 Juillet 2016             |
| Un randonneur trouve le cadavre de Noh Hyun-joo, puis la police commence à enquêter sur les lieux. Pendant ce temps, Hye-sung brûle toutes les affaires de Noh Hyun-joo, ainsi que son ancienne tenue qu'il a jetée dans le sac poubelle plus tôt. Le lendemain, Bong-pal voit que c'est samedi, le jour du jour commémoratif de sa mère, et s'habille avec des vêtements de cérémonie, et Hyun-ji le suit. Après la cérémonie du jour du souvenir, Bong-pal a une conversation avec le moine Myung-cheol, qui note qu'il n'a rien entendu de nouveau de son père. Bong-pal se sent un peu déprimé, alors Hyun-ji lui remonte le moral. Sundae Soup redémarre officiellement leur groupe, désormais soutenu par les deux nouveaux membres, et ils récupèrent leur chambre. Hyun-ji se rend compte qu'elle est totalement tombée amoureuse de Bong-pal après avoir eu une conversation avec Kyung-ja. Sundae Soup décide de partir en vacances avec ses nouveaux membres, ce qui est approuvé avec succès par tous les membres car Lim Seo-yeon y va également. Pendant ce temps, au poste de police, le détective Yang commence à travailler sur le cas de Noh Hyun-joo et trouve étrange que son cou ait été brisé, ce qui est impossible à faire par la main d'un humain. Lim Seo-yeon se rend à la clinique de Hye-sung avec le chien qu'elle a adopté, et elle dit qu'elle a besoin d'un abri temporaire pour cela, car elle et Bong-pal partent en vacances en groupe, et lui donne également un nouveau, stylo plume blanc en cadeau. Sundae Soup se rend à la maison de vacances du parent d'In-rang, mais ils ont des problèmes avec la serrure de la porte qui sont résolus rapidement. In-rang essaie de prendre des fournitures à l'étage, trébuche dans les escaliers et se frappe la tête. Hyun-ji voit tout l'incident et court vers lui, lui demandant s'il va bien, et il la voit un aperçu avant d'être secouru par Cheon-sang. In-rang pense avoir vu un ange, Hyun-ji en est également surpris. Cheon-sang essaie d'amener Bong-pal et Lim Seo-yeon en envoyant Bong-pal à l'épicerie voisine pour ramasser des nouilles ramen, que Hyun-ji essaie de détester, après avoir écouté Cheon-sang. À l'épicerie, Bong-pal choisit un paquet de glace supplémentaire. Sundae Soup a déjà installé le gril, et après avoir débattu du paquet de glace supplémentaire, Bong-pal remporte le débat, puis le donne à Hyun-ji. Ensuite, ils commencent à manger la viande grillée et à boire quelques verres avec. Lim Seo-yeon donne un morceau de boudin à Bong-pal que Hyun-ji veut, mais après ne pas l'avoir obtenu, elle commence à souffler la fumée du gril sur le visage de Seo-yeon, et le Bong-pal change de siège avec son. De retour à l'université, le détective Kim tente d'interroger Hye-sung au sujet de l'étudiant disparu. Après avoir donné des informations non concluantes à son sujet, ils quittent les lieux après avoir donné une carte de numéro de contact. Sundae Soup passe un bon moment au bord d'un lac voisin, puis ils prennent des photos. Au poste de police, le détective Yang, avec le détective Kim, examine les informations de Hye-sung et remarque qu'il a refusé l'offre d'une université prestigieuse et fermé son entreprise bien connue dans la région de Gangnam juste pour travailler à l'université Myungsung et a ouvert un petite clinique à proximité. En l'absence de Bong-pal, Hye-sung entre dans son appartement et enquête dans la pièce où il a mis tous les journaux de sa mère, puis il en vole un. De retour à l'appartement de vacances, Sundae Soup organise un jeu à boire. Alors que le moine Myung-cheol se dirige vers l'appartement de Bong-pal, il croise Hye-sung, qui le salue comme s'ils s'étaient déjà rencontrés une fois, ce qui surprend Myung-cheol. De retour au jeu à boire, In-rang revoit Hyun-ji et il est révélé que Lim Seo-yeon aime quelqu'un d'autre que Bong-pal. Le lendemain au lac, Lim Seo-yeon est attrapée par un fantôme, mais Bong-pal pense que Hyun-ji l'a poussée dans le lac. Après l'avoir sauvée, il court à l'épicerie pour obtenir des médicaments pour sa blessure. Sur le chemin du magasin, Hyun-ji plaide qu'elle n'a rien fait, mais qu'elle a été ignorée par Bong-pal, car elle était la seule à côté d'elle sur le quai. À l'épicerie, la caissière demande s'ils étaient au lac voisin, qui est une zone interdite car ils y ont eu de nombreux cas de décès, et il y a des rumeurs sur un "fantôme du lac". Bong-pal revient en courant en réalisant que Hyun-ji avait raison, mais elle est déjà entraînée par le fantôme du lac. |                                                                         |               |           |                             |
| 7 | "Épisode 7" Transcription : "Partie 7" (coréen : 제7회)                 | TBA           | TBA       | 1er Août 2016               |
| Bong-pal se débarrasse du fantôme du lac et sauve Hyun-ji, qui ne se sent pas bien. Bong-pal planifie son projet scolaire à un moment ultérieur et regarde Hyun-ji, la déplace dans un lit approprié et lui prépare à manger. Sundae Soup rencontre à nouveau des problèmes d'argent et ils rencontrent bientôt un "investisseur". Le moine Myung-cheol décide de vérifier le père de Bong-pal et remarque que son appartement est vide, mais est rempli d'amulettes protectrices. Pendant ce temps, Kyung-ja trouve enfin son "chéri", qui est Hye-sung, puis elle la suit dans sa clinique vétérinaire. De retour à l'appartement de Bong-pal, Hyun-ji dit à Bong-pal qu'elle a récupéré un autre fragment de mémoire pendant son sommeil, qui comprend maintenant une femme qui s'inquiète pour elle. A l'appartement du père de Bong-pal, le moine Myung-cheol interroge la propriétaire sur le "beau jeune homme" qui s'intéressait à lui. La dame dit qu'elle pensait que c'était son fils, alors elle a laissé l'homme entrer dans sa maison, puis les deux sont partis dans les montagnes à proximité. Myung-cheol enquête sur la scène dans les montagnes et remarque que quelque chose ne va pas avec la scène mais ne sait pas ce que c'est. Le lendemain, Bong-pal et Lim Seo-yeon parlent de leur projet d'école. Sundae Soup rencontre «l'investisseur», qui est la grand-mère d'In-rang, qui ne tient pas à reconnaître Cheon-sang comme l'ami d'In-rang parce qu'il est un escroc, et lorsqu'ils détaillent leur projet pour lequel ils demandent le financement, les deux obtiennent chassée de chez elle. De retour à l'école, Lim Seo-yeon et Hye-sung ont une conversation, puis le détective Yang et le détective Kim interrogent Seo-yeon à propos de Noh Hyung-joo, et le détective Yang remarque que Hye-sung était là-haut, les regardant. Le moine Myung-cheol appelle le téléphone du père de Bong-pal, mais il sonne à la clinique vétérinaire de Hye-sung. Sundae Soup donne les photos prises lors des vacances de groupe à Bong-pal, puis Bong-pal se rend à la bibliothèque avec Hyun-ji pour étudier. À la bibliothèque, Hyun-ji griffonne sur les photos de Bong-pal et après avoir vu la mauvaise performance de Hyun-ji, il lui promet que si son prochain examen obtient plus de 80 points, il exaucera l'un de ses souhaits. Hyun-ji voit également une fille qui la regarde directement en marmonnant quelque chose. Sundae Soup achète un smoking pour Bong-pal, puis ils partent pour leur nouvelle tâche : une fille possédée. La mère de la fille décrit comment tout cela s'est passé, et l'affaire est maintenant plus difficile car il y a un lien entre le fantôme et la fille, qui est rompu lorsque la mère de la fille se rend compte qu'elle était la principale cause de la raison pour laquelle le problème s'est produit et plaide pour elle la fille pardonne. Avec le lien rompu, ils dissipent facilement le fantôme. Hyun-ji, vu la mère en deuil avec sa fille maintenant libérée, en déduit que la femme dans son fragment de mémoire nouvellement récupéré doit être sa mère. De retour à la maison, elle passe son nouveau test, et elle marque 82 points, et ayant réussi les attentes de Bong-pal, elle dit qu'elle veut visiter le parc d'attractions, et ils se mettent d'accord sur une heure précise. Le détective Yang interroge le coroner sur la nature de la mort de Noh Hyun-joo, qui dit qu'il est difficile d'obtenir cette force pour une personne moyenne. Le détective Kim montre les images de la caméra près de la scène et note que la caméra a cessé d'enregistrer pendant cinq minutes. À la clinique animale de Hye-sung, les chiens font du chahut, puis Hye-sung enquête dessus, puis Kyung-ja est vue fouineuse autour de la clinique de Hye-sung, et elle décroche le téléphone qui sonne dans le tiroir de son bureau, qui a également La carte d'étudiant de Hyun-ji, puis Hye-sung retourne à son bureau et remarque que Kyung-ja déconne autour de son bureau. Bong-pal est incapable de se rendre au rendez-vous du parc d'attractions avec Hyun-ji, car Lim Seo-yeon a un accident juste avant de quitter l'université et va l'aider, et l'absence de Bong-pal quitte Hyun- ji déçu. |                                                                         |               |           |                             |
| 8 | "Épisode 8" Transcription : "Partie 8" (coréen : 제8회)                 | TBA           | TBA       | 2 Août 2016                 |
| Hye-sung détruit l'esprit de Kyung-ja après avoir remarqué qu'elle a sali son bureau. Bong-pal arrive au parc d'attractions juste au moment où Hyun-ji quitte les lieux, mais il la trouve sur le toit de son appartement et lui dit qu'ils auront un autre rendez-vous. Le moine Myung-cheol dépose un rapport de personne disparue sur le père de Bong-pal au poste de police. De retour à la clinique de Hye-sung, il est révélé qu'il a tué le père de Bong-pal en essayant de lui trouver l'emplacement d'un colis, puis Hye-sung regarde la carte d'étudiant de Hyun-ji. À l'Université Myungsung, In-rang regarde la photo qui a réussi à capturer Hyun-ji, et elle se fait remarquer par Cheon-sang, qui devine alors qui est son béguin. Puis Bong-pal arrive et In-rang montre la forme capturée de Hyun-ji, ce qui surprend Bong-pal et Cheon-sang. Hyun-ji reconnaît que Bong-pal a manqué son rendez-vous au parc d'attractions à cause de Lim Seo-yeon. En quittant l'université, elle croise Hye-sung, qui remarque sa présence. Hye-sung, à la classe, informe la classe de la mort de Noh Hyun-joo, puis commence à appeler les noms. De retour à la maison, Bong-pal prépare le repas et il mange avec Hyun-ji. Pendant le repas, ils fixent le nouveau rendez-vous pour le parc d'attractions, puis Bong-pal donne une tenue de smoking à Hyun-ji. Sundae Soup obtient une nouvelle tâche dans un ancien institut psychiatrique, et ils apportent leur nouvel équipement photo sur place. En route vers le bâtiment, ils précisent que pendant que l'institut fonctionnait, il a été révélé après une enquête policière que l'institut avait été fermé en raison de problèmes de droits de l'homme et qu'il y avait de nombreux cas de décès. À l'institut, Hyun-ji a un fragment de flashback lorsqu'elle regarde la lampe chirurgicale. Le groupe enquête sur différentes pièces, Bong-pal et Hyun-ji découvrent un journal contenant des entrées pour huit victimes alors qu'ils ont été informés d'environ sept. Cheon-sang et In-rang ont un petit problème de fantôme, et tandis que Hyun-ji arrive sur les lieux, sauve In-rang, avec Cheon-sang. Lorsque Bong-pal arrive, elle remarque que les fantômes ne cherchent pas à les blesser, mais plutôt à s'échapper de l'institut. Ils signalent l'affaire à la police, qui retrouve les cadavres disparus près de l'établissement. Puis Bong-pal raconte à Cheon-sang et In-rang l'existence de Hyun-ji, qui le suit toujours. A la grande roue du parc d'attractions, Hyun-ji exprime ses sentiments à Bong-pal, qui est un peu surpris de sa confession, puis elle se téléporte, juste à côté de la clinique de Hye-sung, et Hye-sung remarque que Bong-pal cherche pour elle. Hye-sung interroge Bong-pal sur la personne qu'il cherchait, ce à quoi il répond que c'est quelqu'un qu'il connaît. Ensuite, Bong-pal voit la clinique de Hye-sung pour la première fois. Chez Bong-pal, Hyun-ji et Bong-pal sont nerveux parce qu'ils ne savent pas quoi faire ensuite. Ensuite, ils obtiennent un travail rapide de Sundae Soup, qu'ils terminent rapidement. In-rang offre une paire de talons hauts à Hyun-ji, mais Bong-pal déforme intentionnellement les sentiments de Hyun-ji à propos de son offre. Le détective Yang et le détective Kim interrogent les infirmières de la clinique de Hye-sung sur son sort le jour de la mort de Noh Hyun-joo, qui note que Hye-sung a quitté la clinique tôt et n'est revenu que le lendemain, et à son retour, il avait de la boue sur ses chaussures. Puis, après le retour de Hye-sung à la clinique, ils partent. Bong-pal et Hyun-ji, sur le chemin du retour, jouent à un jeu de souhaits dans les escaliers, et Hyun-ji gagne, et son souhait est que sa confession soit oubliée par Bong-pal. Ensuite, Hyun-ji commence à disparaître mystérieusement, et elle dit qu'elle ne se sent pas bien, ce qui bouleverse Bong-pal, mais elle finit par revenir. |                                                                         |               |           |                             |
| 9 | "Épisode 9" Transcription : "Part 9" (coréen : 제9회)                   | TBA           | TBA       | 8 Août 2016                 |
| Bong-pal s'installe sur le canapé du salon et laisse Hyun-ji dormir dans sa chambre. Au poste de police, le détective Kim et le détective Yang approfondissent le dossier de Hye-sung, et ils notent qu'il est trop parfait par rapport à ses dossiers médicaux de son enfance, qui détaillent qu'il était très malade et faible. Ils notent également que son père est décédé dans un malheureux accident alors qu'il était jeune, et qu'il vit avec sa mère, et qu'ils se voient rarement. Pendant ce temps, Hye-sung est aux funérailles de Noh Hyun-joo et voit un homme qui lui a avoué son amour l'année dernière se saouler. Le lendemain, Bong-pal prépare le petit-déjeuner, puis se rend à la bibliothèque avec Hyun-ji, qui a alors autre chose à faire. Sundae Soup reçoit la commande de repas et Cheon-sang voit qu'il y a un repas supplémentaire dans le colis, qu'In-rang a commandé pour Hyun-ji. Puis à la place assise de Bong-pal, Hyun-ji s'interroge sur l'absence de Kyung-ja. Bong-pal cherche Hyun-ji dans la chambre de Sundae Soup, qui se préparait à manger les repas, puis Bong-pal demande des conseils de rencontres à Cheon-sang, qui lui montre plusieurs conseils moche. De retour à la maison, Bong-pal rencontre Hyun-ji sur le toit de l'appartement et essaie les astuces qui ne fonctionnent évidemment pas. Il essaie alors avec la méthode infaillible : la nourriture, qui fonctionne le mieux. Il lui raconte ensuite quelques faits d'astronomie, qu'il a appris de son père. Puis le lendemain, Bong-pal et Hyun-ji vont à un rendez-vous, et il lui achète de nouveaux vêtements, regarde un film avec elle au cinéma et mange avec elle, puis tient un parapluie au-dessus d'elle quand ça commence pleuvoir sur le chemin du retour à la maison. Au poste de police, le détective Kim et le détective Yang trouvent des preuves montrant Hye-sung sortant des péages le jour du meurtre de Noh Hyun-joo. De retour chez Bong-pal, Hyun-ji a un autre flashback, puis l'appelle. Il lui détaille ensuite comment il est capable de voir des fantômes et lui parle de l'esprit maléfique qui a tenté d'envahir son corps. Lors de l'interrogatoire de Hye-sung à la police, il détaille qu'il rendait visite à sa mère, qui vit près des montagnes, puis le détective Kim reçoit un appel indiquant qu'un témoin est mort, qui est l'amant de Hyun-joo, qui a également affirmé qu'il avait tué Hyun- joo. Mais ce n'est qu'une couverture faite par Hye-sung, qui a tué l'homme. Ensuite, la police libère Hye-sung après son interrogatoire. Bong-pal et Hyun-ji rendent visite à la clinique de Hye-sung, et Hye-sung voit que Hyun-ji suit le chien qu'elle caressait en bas, mais avant que quoi que ce soit ne puisse arriver, Bong-pal distrait Hye-sung, puis Hyun -ji quitte la scène en toute sécurité. Ensuite, Monk Myung-cheol a une conversation avec Bong-pal après l'avoir vu avec Hye-sung, puis Bong-pal l'informe qu'il est professeur dans son école. Myung-cheol cherche alors la date de remise des diplômes de Bong-pal, où le père de Bong-pal lui a envoyé son dernier SMS. Il demande à Bong-pal quand a eu lieu sa remise des diplômes, et c'était en février, puis il vérifie l'enregistrement vidéo de la remise des diplômes de Bong-pal. Ensuite, Bong-pal obtient une nouvelle tâche de Sundae Soup. Sundae Soup informe Bong-pal de la tâche, qui est un homme, Hyeon-min, qui est apparemment possédé par un fantôme, et ils voient que le fantôme qu'ils ont vu est sur les photos près de son bureau, puis ils partent parce qu'il est trop instable, et ils doivent revenir dans deux jours sur les lieux, puis à l'extérieur, Cheon-sang dit à In-rang de ne pas vouloir de fantôme autour de lui, et cela est entendu par Hyun-ji. En regardant l'enregistrement vidéo, Myung-cheol remarque que Hye-sung est sur les lieux et regarde le père de Bong-pal. Ensuite, Bong-pal avoue ses sentiments à Hyun-ji et qu'il ne se soucie pas de ce que les autres pensent de leur relation. |                                                                         |               |           |                             |
| 10 | "Épisode 10" Transcription : "Partie 10" (coréen : 제10회)              | TBA           | TBA       | 9 Août 2016                 |
| Le moine Myung-cheol rend visite à la clinique vétérinaire de Hye-sung et dit qu'il lui est familier. Puis, après le retour des infirmières à la clinique, elles se serrent la main. Après que Myung-cheol ait quitté la clinique, il remarque que sa main tremble. Il note ensuite que quelque chose ne va pas avec Hye-sung. Après le retour de Bong-pal et Hyun-ji à la maison, ils remarquent que Myung-cheol a regardé l'enregistrement de son diplôme, puis il éteint l'équipement de la caméra et il dit à Hyun-ji que son père l'a enregistré avec d'autres trucs aléatoires. À l'Université Myungsung, un étudiant voit une personne étrange aux niveaux inférieurs de l'université, qu'il pense être un fantôme, et se rend à Sundae Soup, qui enquête ensuite sur la scène pour une personne d'apparence très unique. Puis, tout en fouillant la personne au niveau supérieur, Cheon-sang et In-rang capturent le "fantôme", qui s'est alors révélé être un ancien étudiant qui est maintenant vendeur de germanium et se cache autour de l'université. Ensuite, Cheon-sang apporte un tapis de germanium qu'il a accepté comme paiement pour l'enquête. Il a également reçu un bracelet de sa part, puis In-rang remarque que le bracelet "germanium" a fait des éruptions cutanées sur le poignet de Cheon-sang. Le détective Yang et le détective Kim se rendent chez le coroner pour voir le cadavre de l'amant de Noh Hyun-joo, puis ils se rendent à l'adresse de la mère de Hye-sung. Hyeon-min a une autre crise, puis s'en va. Sa soeur voit le fantôme qui était là. In-rang écrit une lettre d'amour pour Hyun-ji, qui se fait remarquer par Cheon-sang, puis il reçoit un nouvel appel. Le cours de Hye-sung est annulé, puis Lim Seo-yeon lui envoie un texto s'il va bien. Bong-pal reçoit un appel de Cheon-sang. Le détective Yang et le détective Kim commencent l'interrogatoire de la mère de Hye-sung, mais ils sont surpris quand Hye-sung apparaît soudainement à la porte, alors les détectives doivent arrêter l'interrogatoire. À l'appartement de Hyeon-min, sa sœur raconte qu'elle a vu le fantôme de son amant, Su-gyeong, et sa sœur s'inquiète pour lui parce qu'il a disparu il y a une heure. Ensuite, Sundae Soup se rend au pont où Hyeon-min a dispersé les cendres de Su-gyeong, mais leur voiture tombe en panne à cause d'un problème de moteur, mais ils finissent par y arriver, et l'esprit de Su-gyeong dit qu'elle veut l'empêcher de se causer lui-même. mal, et Bong-pal le sauve du lac, puis il est révélé que Hyeon-min et Su-gyeong sont des amants tragiques. Puis Su-gyeong dit à Hyeon-min qu'il doit promettre qu'il ne se blessera plus et qu'il continuera sa vie. De retour à la maison, In-rang veut donner sa lettre à Hyun-ji, et Bong-pal lui dit qu'elle a déjà un petit ami. Sur le toit de l'appartement de Bong-pal, Bong-pal et Hyun-ji discutent du fait qu'ils se sépareront un jour, tout comme les amants tragiques qu'ils ont aidés. Ensuite, un In-rang au cœur brisé essaie de s'en prendre à Hyun-ji, mais est arrêté par Cheon-sang. Le moine Myung-cheol rend visite à la vierge bodhisattva, lui demandant l'arme qu'il a utilisée lors du traitement de Bong-pal quand il était petit, et lui demande également de créer une amulette de protection contre les fantômes. Le bodhisattva dit que l'arme est un objet rare. Puis dans le couloir de l'appartement de Bong-pal, Myung-cheol remarque qu'il rit, ce qui est rare pour lui. Il est alors témoin qu'il parle à Hyun-ji et commence à l'interroger, et après lui avoir donné un avertissement sévère, Bong-pal négocie avec lui pour rester en dehors de ses affaires. Hyun-ji apprend que la mère de Bong-pal est morte d'un fantôme, et il économise de l'argent pour réparer sa vision, puis elle reste à la maison avant de rencontrer Bong-pal à l'école. Ensuite, Myung-cheol se rend compte que c'est l'anniversaire de Bong-pal, et lui achète un gâteau, il retourne ensuite à son appartement pour livrer le gâteau. À l'appartement, il croise Hyun-ji et lui dit de ne pas partir et l'histoire comment il a chassé l'esprit maléfique du corps de Bong-pal, mais c'était trop fort pour lui, et cela a entraîné la prise de l'esprit maléfique. sous la forme d'une brume noire qui l'a d'abord attaqué, puis a poussé la mère de Bong-pal dans une voiture qui l'a heurtée. Il dit alors d'abandonner Bong-pal pour son bien. Pendant ce temps, Bong-pal se précipite vers son appartement et il voit le gâteau sur son bureau. Sur le toit, il rencontre Hyun-ji, et elle pose des questions sur son anniversaire, et ils décident d'aller sur un bateau de croisière pour le célébrer. Au navire, ils regardent les feux d'artifice puis Hyun-ji dit à Bong-pal qu'il veut qu'il soit heureux et qu'il est désolé pour tout, puis lui souhaite un joyeux anniversaire. Ensuite, elle lui demande de prendre quelques verres, puis disparaît. Bong-pal la cherche et s'énerve. On voit Hyun-ji remettre sa tenue à sa tenue d'école. |                                                                         |               |           |                             |
| 11 | "Épisode 11" Transcription : "Part 11" (coréen : 제11회)                | TBA           | TBA       | 15 Août 2016                |
| En rentrant chez lui, Bong-pal ne voit que les vêtements de Hyun-ji sur son lit, qui disparaissent ensuite. Le moine Myung-cheol recherche Hye-sung sur la page Web de l'université et prend sa photo de profil. Ensuite, Bong-pal a une conversation avec Myung-cheol qui lui dit qu'il a dit à Hyun-ji de l'abandonner pour lui. Il y a eu un accident sur une certaine route, puis Cheon-sang a demandé les détails de l'accident au responsable de l'assurance là-bas. Puis il se demande pourquoi personne ne répond à ses appels, y compris Bong-pal. Au lieu de mémoire de la mère de Bong-pal, Hye-sung explique pourquoi il (le fantôme qui le possède) a fait son accident, mais le moine autour le voit être là pendant assez longtemps, mais ensuite il part. Le détective Yang et le détective Kim, à un endroit différent, interrogeant une autre femme, quand ils voient que la femme a des photos de son fils, mais quand ils étaient chez la mère de Hye-sung, il n'y avait aucune photo de lui sur le mur, et quand il apparut soudain à la porte, elle fut tout à fait surprise par son apparence. Ensuite, le détective Yang décide d'enquêter sur le cas du père de Hye-sung, et le détective Kim rassemble plus d'informations sur lui. Bong-pal cherche Hyun-ji dans les endroits où ils avaient l'habitude d'aller, puis à Sundae Soup, Cheon-sang remarque qu'In-rang est en train de se saouler, et à l'extérieur, a une conversation avec Lim Seo-yeon. Pendant ce temps, Hyun-ji se promène et visite la grande roue du parc d'attractions, qui est ensuite également vérifiée par Bong-pal, mais quand Hyun-ji le voit là-bas, elle se téléporte, mais est arrêtée lorsqu'elle a un autre flashback et elle a ensuite lui dit qu'il ne s'agit pas de ce que Myung-cheol lui a dit, mais de leur relation, et lui dit qu'elle voulait seulement être sauvée par Bong-pal. Ensuite, Cheon-sang et In-rang voient Bong-pal se soûler dans un magasin local, mais après avoir dit que Hyun-ji ne sera plus avec lui, In-rang attrape également une bouteille de soju. Ensuite, Cheon-sang ramène Bong-pal à son appartement, où il voit que Bong-pal parle en dormant. Il attrape ensuite In-rang et le ramène. Hye-sung, à sa clinique, passe par le téléphone du père de Bong-pal, puis il s'aperçoit qu'il a appelé l'hôpital universitaire de Hanil, puis Hye-sung appelle l'un de ses compagnons qui y travaillent, et lui demande une faveur. Ensuite, Myung-cheol se rend à l'appartement de Bong-pal, et remarque qu'il pue l'alcool, puis il commande un repas pour lui après avoir vu que son frigo est vide et part. A l'université Myungsung, où Hyun-ji a dormi, elle a un flash-back et récupère le nom de son école. Puis Bong-pal se réveille, voit le message laissé par Myung-cheol, puis mange le repas commandé par lui, et jette les affaires de Hyun-ji chez lui dans la poubelle. Ensuite, Myung-cheol reçoit un appel de la vierge bodhisattva, dans lequel elle détaille qu'il doit visiter le temple où se trouve le lieu commémoratif, car le moine là-bas a des informations pour lui sur le père de Bong-pal. Le moine là-bas détaille qu'il y avait un homme qui séjournait devant le lieu commémoratif de la mère de Bong-pal, et il identifie Hye-sung comme cet homme, et note également qu'il était également là il y a cinq ans, lorsqu'il a vu pour la dernière fois Bong-pal. père, qui prenait un sac du lieu commémoratif de sa femme, puis le moine note également qu'il s'est enfui quand il a vu Hye-sung approcher. Myung-cheol s'intéresse à la raison pour laquelle Hye-sung s'attarde autour de Bong-pal. Ensuite, dans la chambre de Sundae Soup, Cheon-sang organise une séance de thérapie post-relationnelle, qui est ensuite interrompue par un appel du manager. Hyun-ji obtient l'adresse de son école. Hye-sung rencontre le professeur acquitté à l'hôpital universitaire de Hanil, puis Hye-sung dit qu'il cherche le père de Bong-pal, et le professeur dit qu'il n'y a pas de dossier pour lui. Ensuite, Hye-sung voit Hyun-ji à proximité, et elle se souvient de son accident, qui s'est produit devant son école. Puis Hye-sung gare sa voiture à proximité et reste stationné là. Ensuite, il est révélé que Hye-sung a causé son accident de voiture et qu'il cherchait un colis qu'elle était censée livrer, puis il a pris son sac. Puis Hyun-ji se souvient qu'elle est à l'hôpital universitaire de Hanil, ce qui bouleverse alors Hye-sung. A l'hôpital, Hyun-ji voit sa mère sortir de l'hôpital, puis elle la suit jusque chez elle, puis chez elle, elle enquête sur sa chambre. Sundae Soup se dirige vers la route hantée, et ils la rencontrent, et Bong-pal dissipe le fantôme. Il manque alors de se faire renverser par une voiture. De retour chez elle, Hyun-ji voit que sa mère est rappelée à l'hôpital et la suit. Sundae Soup conduit Bong-pal à l'hôpital, car ses blessures semblent graves. À l'hôpital, Hyun-ji est transférée aux soins intensifs et Sundae Soup vient d'arriver lorsque les médecins la font monter dans l'ascenseur. Ensuite, les blessures de Bong-pal sont soignées, mais il doit encore passer sa radiographie. Hyun-ji voit alors qu'elle est vivante, mais dans le coma depuis cinq ans et pense que Bong-pal sera heureux s'il le sait. Ensuite, Hye-sung voit également qu'elle est vivante, et après avoir obtenu les données de Hyun-ji, il lui demande ensuite quelles sont ses chances de se réveiller de son coma. Le fantôme de Hyun-ji cherche alors Bong-pal et le trouve à l'entrée de l'hôpital, puis elle lui dit qu'elle est vivante et ne le laissera plus seul. Puis Hye-sung jette son corps en arrêt cardiaque, mais les médecins venant à son aide réussissent à la ramener à la vie et elle ouvre les yeux. |                                                                         |               |           |                             |
| 12 | "Épisode 12" Transcription : "Part 12" (coréen : 제12회)                | TBA           | TBA       | 16 Août 2016                |
| Bong-pal s'effondre après avoir vu Hyun-ji disparaître (qui a ensuite été ressuscité dans son corps), puis Cheon-sang et In-rang le ramènent dans son lit. Pendant ce temps, Hyun-ji, désormais vivante, est accueillie par tout le monde, mais elle est amnésique et ne se souvient pas de son accident et de tout ce qu'elle a vécu pendant sa forme fantôme. Le médecin-chef rassure la mère de Hyun-ji qu'elle se souviendra de ses souvenirs, au fil du temps. Ensuite, le médecin de Bong-pal rassure qu'il ira bien après s'être reposé toute la journée et avoir pris ses vitamines. Ensuite, Cheon-sang note qu'il s'est finalement effondré après la perte de Hyun-ji, puis il détaille à In-rang que Bong-pal et Hyun-ji ont peut-être eu une relation, et après qu'elle l'a quitté, tout se résumait à son état actuel. Etat. Myung-cheol a une visite au bodhisattva vierge, où ils discutent de l'arme spirituelle que Myung-cheol a utilisée lorsqu'il soignait Bong-pal, et il a été informé par le moine du temple que la mère de Bong-pal en avait déjà préparé une avant elle. décédés. Ensuite, ils concluent que le sac que le père de Bong-pal a traîné de son lieu de mémoire était l'arme, et que l'esprit maléfique (à l'intérieur de Hye-sung) traîne autour de Bong-pal parce qu'il cherche à détruire cette arme. Puis, à l'appartement de Bong-pal, Myung-cheol ne le trouve pas, alors il appelle son téléphone, auquel Cheon-sang répond et lui dit qu'il est à l'hôpital universitaire de Hanil. À l'hôpital, Myung-cheol rencontre Cheon-sang et In-rang, qui se présentent officiellement, puis après les avoir regardés de près, Myung-cheol les reconnaît comme les deux personnes qu'il a vues au Gampo Inn. Puis il se rend compte qu'ils utilisent Bong-pal à leur avantage, ce qu'ils détestent. Puis Myung-cheol attrape l'oreille de Cheon-sang et lui parle des dangers de chasser les fantômes. Puis, après avoir relâché l'oreille de Cheon-sang, il ordonne à tous les deux de surveiller Bong-pal pendant qu'il cherche le médecin. Puis In-rang propose d'acheter quelque chose à manger. Tout le monde est étonné de la façon dont Hyun-ji s'est réveillée après 5 ans de coma, et l'hôpital lui a également offert un cadeau. Sur le chemin du retour, In-rang pose des questions sur la grande foule, puis ils disent que c'est une fille qui revient de 5 ans de coma, et en la voyant, il se rend compte que c'est en fait Hyun-ji, comme il est dit sur le plaque signalétique du patient à côté de sa chambre. Puis Bong-pal se réveille et veut chercher Hyun-ji, mais In-rang dit qu'elle est à l'hôpital et qu'elle vient de se réveiller de 5 ans de coma, puis Bong-pal cherche sa chambre, et il a ensuite la serre dans ses bras, mais Hyun-ji est troublé par cela et lui demande de partir. Bong-pal dit à Cheon-sang et In-rang que Hyun-ji ne le reconnaît pas, puis ils concluent qu'elle ne les reconnaît pas non plus et qu'elle n'était pas un fantôme, mais une âme errante qui était dans une phase de limbes. Alors Cheon-sang et In-rang demandent à une infirmière flattée. De retour à l'appartement de Bong-pal, Myung-cheol lui prépare une soupe de queue de bœuf, et Bong-pal s'excuse pour avoir crié avec lui plus tôt. Ensuite, Cheon-sang et In-rang lui donnent son sac à dos qu'il a laissé à l'hôpital, et lui disent également que Hyun-ji a été victime d'un délit de fuite et est amnésique à cause du traumatisme, et c'est pourquoi elle ne se souvient pas de lui, mais elle retrouvera ses souvenirs avec le temps. Ils disent aussi qu'il devrait être à ses côtés. Ensuite, Myung-cheol reconnaît que Hyun-ji est vivant et se trouve à l'hôpital où séjournait Bong-pal. Bong-pal emballe ensuite ses livres et la brosse à dents et la tasse qu'elle a achetées dans un sac. Sundae Soup complote alors de se venger de la personne qui a causé l'accident de Hyun-ji, puis ils recherchent la carte de visite du policier qui les a interrogés à la mort de Sadako. Au poste de police, le détective Yang enquête sur le cas du père de Hye-sung et conclut que son père ne pouvait pas perdre l'équilibre sur le balcon, à moins que quelqu'un ne l'ait "aidé", et décide de réexaminer le cas de Hye- chanté. De retour à l'hôpital, Hyun-ji a sa séance d'exercice, puis elle retourne dans sa chambre avec son fauteuil roulant, mais a un peu de mal à monter la rampe et commence à reculer, mais est arrêtée par une apparition soudaine de Hye-sung, qui l'interroge alors sur ses souvenirs, et se fait rapidement aimer d'elle et de sa mère. Ensuite, la mère de Hyun-ji lui donne un nouveau téléphone, qu'elle vérifie, et Bong-pal arrive avec ses livres, puis il le présente officiellement et lui montre sa carte d'étudiant, puis il dit qu'il est son petit ami. Il enregistre ensuite son numéro dans son téléphone, puis pose ses livres et le combo brosse à dents et gobelet sur son bureau. Il lui dit alors qu'il continuera à venir lui rendre visite tous les jours à partir de maintenant jusqu'à ce qu'elle retrouve ses souvenirs. Ensuite, sa mère voit les choses que Bong-pal lui a laissées et lui demande si elle les a achetées, mais elle a l'intention de les jeter, jusqu'à ce que sa mère dise que la tasse est exactement le type qu'elle utilisait depuis son enfance et qu'elle choisirait toujours le rose. combiné. Ensuite, Hyun-ji regarde le cahier qu'elle utilisait, et voit les photos sur lesquelles elle a gribouillé, et en voyant celle où elle a écrit son nom, elle se souvient d'un fragment de la journée des vacances en groupe avec Bong-pal. Puis elle rencontre Bong-pal à divers endroits au fil des jours. Un jour, Bong-pal prépare ses plats préférés, et après avoir quitté l'exercice, Hyun-ji voit Hye-sung faire de la zoothérapie à l'hôpital, puis a une petite conversation avec lui, disant qu'elle aurait postulé à Myungsung. Université avant son accident, et aurait déjà obtenu son diplôme. Ensuite, le moine Myung-cheol laisse un cadeau à Hyun-ji et remarque qu'elle parle avec Hye-sung. Bong-pal arrive aussi et il se demande aussi ce qu'ils font. Ensuite, Bong-pal attend Hyun-ji et lui offre les repas qu'il a préparés. Hyun-ji est initialement réticent à accepter son offre, mais après avoir mentionné qu'il a de la viande grillée dans les plats, elle l'accepte et commence à manger, et elle demande à Bong-pal comment il a fait tous ses plats préférés, et il répond qu'elle lui a dit. Myung-cheol se rend à la clinique de Hye-sung et enquête sur l'étage inférieur, ainsi que sur le bureau en bas et remarque que Hye-sung a la carte d'identité de Hyun-ji, ce qui éveille ses soupçons. Hye-sung arrive bientôt à la clinique, et en bas, Myung-cheol évite ses soupçons en lui disant qu'il s'est trompé de chambre en fouillant la salle de bain. De retour à l'hôpital, Hyun-ji a mangé tout ce que Bong-pal avait fait. Puis il essaie d'avoir plus de temps avec elle, mais quand Hyun-ji en béquille essaie de le frapper, elle commence à tomber, mais Bong-pal l'empêche de tomber, et ils s'embrassent presque pour la deuxième "première fois", tout comme comment ils se sont embrassés accidentellement au lycée pour filles Seoyi. Mais elle évite rapidement que cela se produise, disant qu'elle n'a pas encore eu son premier baiser, mais après que Bong-pal dit qu'ils se sont déjà embrassés, elle commence à se battre avec lui. Puis après être retournée dans sa chambre, elle remarque qu'elle a laissé tomber son téléphone sur le toit où elle se trouvait avec Bong-pal. Bong-pal, faisant ses bagages, voit son téléphone par terre et le décroche. Puis Hyun-ji est poursuivie par le fantôme d'un ancien médecin immoral, puis elle demande instinctivement l'aide de Bong-pal. |                                                                         |               |           |                             |
| 13 | "Épisode 13" Transcription : "Partie 13" (coréen : 제13회)              | TBA           | TBA       | 22 Août 2016                |
| Bong-pal court pour aider Hyun-ji, mais elle s'évanouit sous le choc lorsqu'elle a vu le fantôme du médecin. Bong-pal le dissipe rapidement, puis il demande de l'aide à Hyun-ji. À la clinique de Hye-sung, lorsque Myung-cheol commence à partir, Hye-sung souligne légèrement qu'il ne devrait pas fouiner autour de lui avec une histoire qu'il lui raconte. Ensuite, Myung-cheol lui raconte l'un des enseignements de Bouddha qui dit que le karma punira les gens qui prennent plaisir aux mauvaises actions. Puis, à la maison de la mère de Hye-sung, le détective Yang essaie de lui demander ce qui s'est passé lors de l'accident de son mari il y a 18 ans, mais elle le renvoie. À l'hôpital universitaire de Hanil, les médecins disent que Hyun-ji s'est évanoui à cause d'un choc mental causé par une surcharge sensorielle, la mère de Hyun-ji renvoie alors Bong-pal, qui lui donne alors le téléphone de Hyun-ji puis s'en va. À l'extérieur du magasin d'alcools, Myung-cheol boit, puis il se demande pourquoi Hye-sung avait la carte d'étudiant de Hyun-ji et comment ils pourraient être connectés. De retour au poste de police, le détective Yang voit que Cheon-sang et In-rang dérangent le détective Kim à propos de la recherche du criminel qui a causé l'accident de Hyun-ji, et ils sont si persistants à propos de la réenquête qu'ils ont dû être escortés hors du poste de police. Puis, de retour chez Bong-pal, il se fait panser la blessure au bras, puis laisse entrer Myung-cheol ivre, qui s'assied ensuite sur le canapé. À l'hôpital, Hyun-ji se réveille, puis elle demande où est passé Bong-pal, mais sa mère pense qu'il est une mauvaise personne, mais Hyun-ji insiste sur le fait qu'il est une bonne personne et que son évanouissement n'était pas à cause de lui, et il l'aidait. Ensuite, Bong-pal et Hyun-ji s'envoient des SMS, Hyun-ji lui a envoyé un SMS disant qu'elle sortait de l'hôpital le lendemain. Ensuite, ils continuent à envoyer des SMS jusqu'à ce qu'ils s'endorment. Le lendemain, Bong-pal prépare une soupe de germes de soja pour Myung-cheol et lui dit que Hyun-ji sort de l'hôpital et va la voir. En chemin, il lui achète un collier. Puis, à l'hôpital, la mère de Hyun-ji lui dit de partir car être avec Hyun-ji hier l'a fait s'évanouir, et cela ne peut plus se reproduire. Ensuite, le médecin-chef annonce que Hye-sung s'est porté volontaire pour prendre en charge le traitement psychologique de Hyun-ji, puis il propose à Hyun-ji et à sa mère de les conduire chez eux. De retour à la maison, Bong-pal a une conversation avec Myung-cheol qui dit que Hyun-ji doit vivre une vie normale et qu'il devrait la laisser partir. Sur le chemin de la maison de Hyun-ji, ils ont une conversation avec Hye-sung, puis sa mère précise qu'elle a été chargée par quelqu'un de rendre service, puis après son arrivée, son accident s'est produit. Puis elle dit qu'elle espère que la personne perverse qui l'a causé sera punie. Chez Hyun-ji, sa mère note qu'il s'agit d'une maison temporaire. Ensuite, elle dit à Hyun-ji d'aller dans sa chambre, puis Hyun-ji trouve une énorme collection de robes que sa mère lui a achetées pour ses anniversaires, puis elles s'amusent. Ensuite, il est révélé qu'elle a été chargée par le père de Bong-pal de livrer un colis à Bong-pal. Au poste de police, le chef réprimande le détective Yang et le détective Kim pour leurs enquêtes, alors qu'il reste de nombreux autres cas non résolus. Le détective Yang décide de poursuivre l'enquête, avec le détective Kim. Sundae Soup a un plan pour obtenir des informations sur l'accident de Hyun-ji : ils ont commandé des banderoles qu'ils ont placées sur le lieu de l'accident. Pendant ce temps, Hyun-ji se maquille et se prépare à sortir. Bong-pal rencontre Cheon-sang et In-rang et ils lui disent qu'ils vont mettre les bannières, puis ils rencontrent Hyun-ji à l'université, qui est venu à la conférence de Hye-sung. Cheon-sang et In-rang la saluent. Puis Bong-pal informe Hyun-ji que les deux sont ses aînés et la guide vers la salle de classe. Sur le chemin, Bong-pal lui demande comment elle connaît Hye-sung, et elle l'informe qu'il l'aide avec son traitement. Au cours, Hyun-ji voit Lim Seo-yeon qui la salue ensuite. Lim Seo-yeon remarque le bandage sur son bras, qui est également remarqué par Hyun-ji. Pendant ce temps, Sundae Soup étale les banderoles, mais ils reçoivent une plainte après qu'ils ont [Quoi ?] leurs banderoles partout dans la rue. Au poste de police, la demande d'enquête de Myung-cheol est entendue par le détective Yang, puis Myung-cheol lui dit ce qu'il a appris sur Hye-sung. Ensuite, Cheon-sang et In-rang sont emmenés à la station à cause de la plainte déposée, et ils voient qu'il s'agit de l'affaire de délit de fuite sur laquelle ils commencent ensuite à enquêter, puis Cheon-sang, In-rang et Myung- cheol quitte la gare. Myung-cheol demande une faveur à Sundae Soup concernant Hye-sung. Après la conférence de Hye-sung, Lim Seo-yeon remarque que Hye-sung s'intéresse maintenant à Hyun-ji, puis après le départ de tout le monde, Lim Seo-yeon exprime ses sentiments à son égard, mais elle se fait ami par lui, et il rend ensuite le stylo plume qu'elle lui a offert. Hyun-ji s'assied à côté de Bong-pal, puis récupère un autre souvenir d'être là. Puis elle va rendre visite à ses amis qui vont l'aider à étudier. Bong-pal voit Lim Seo-yeon à l'arrêt de bus désemparé, puis ils vont dans un bar et elle commence à boire. Bong-pal essaie de l'empêcher de boire plus, puis il se renverse sur sa chemise, puis va aux toilettes pour la laver. Hyun-ji quitte alors l'endroit où elle a rencontré ses amis et voit une femme à proximité qui la regarde directement. Elle se dirige ensuite vers la pharmacie pour obtenir des fournitures médicales pour Bong-pal, puis elle l'appelle. Un Lim Seo-yeon ivre répond au téléphone de Bong-pal, puis Hyun-ji est sur les lieux et dit à Lim Seo-yeon qu'il y a un taxi qui l'attend dehors, puis dehors, elle dit qu'un homme doit rester fidèle à son sentiments (parce qu'elle pensait qu'il la trompait). Bong-pal l'embrasse alors, ce qui la bouleverse à nouveau, et ils se battent à nouveau, mais elle soigne ensuite la blessure au bras de Bong-pal. Sur leur chemin, Hyun-ji et Bong-pal arrivent chez Hyun-ji, puis à la maison, Hyun-ji voit que la femme qu'elle a vue plus tôt est un fantôme et qu'elle la fouine, ce qui lui confirme qu'elle est capable de voir des fantômes (C'est parce qu'elle a passé beaucoup de temps dans une phase de limbes). Elle appelle alors Bong-pal qu'elle peut voir des fantômes et ne sait pas quoi faire. Puis Bong-pal la rassure qu'il la protégera désormais. |                                                                         |               |           |                             |
| 14 | "Episode 14" Transcription: "Part 14" (Korean: 제14회)                  | TBA           | TBA       | August 23, 2016             |
| Bong-pal and Hyun-ji discuss how he felt when he saw a ghost for the first time, and how he overcome his fear with a help from Myung-cheol. Bong-pal reveals to Myung-cheol that Hyun-ji can see ghosts. A hunter finds Park Ji-hoon's corpse. Cheon-sang and In-rang get tasked by Myung-cheol to be Bong-pal's bodyguards. At the gym, they try to show Hyun-ji some self-defense moves, but she's already proficient in it. Hyun-ji's mother starts packing up because their temporary home is sold. Myung-cheol gets notified about Park Ji-hoon's case, and he confirms his identity. He then notifies Bong-pal, who's in utter disbelief about that his father died. Bong-pal then fills out the autopsy request form, after the police finds out that he died the same way as Noh Hyun-joo. Bong-pal then goes to the funeral ceremony of his father. Hyun-ji gets notified by Myung-cheol, who then stops her assignment with Hye-sung, who drives her there. At the memorial tablet, Hyun-ji tells Myung-cheol that she remembers Ji-hoon's task, but she cannot recall where did she put it. Then, Myung-cheol sees Hye-sung at the memorial place, then he berates him for what did he do, then they have a fight, and the ghost inside Hye-sung details that all it did was just to "save" him when he was a kid, because he was being bullied and had an abusive father whom he hated. After the ghost invaded his body, it started its killing spree with one of the bullies, then Hye-sung threatens Myung-cheol. The autopsy results are in at the police station, and it is detailing that Ji-hoon had the blood of his attacker under his fingernails. At home, a grieving Bong-pal checks the letters that his father sent him. Myung-cheol gives his scimitar to the virgin bodhisattva to make an inscription to it that will make it into a spirit weapon. Hyun-ji, after telling Bong-pal that their temporary house is sold, walks by Hye-sung's clinic, who then invites her to a tea. Detective Yang visits Bong-pal, and tells him that according to the autopsy report, his father is likely have been murdered by Hye-sung. He then calls Myung-cheol, who tells him that Hye-sung is possessed by the evil spirit that was banished from his body and is looking for the spirit weapon her mother made just in case Then, Hyun-ji realizes that her tea was laced with a sedative, and while near a wall, she recalls that Hye-sung caused her car accident, then she passes out. Meanwhile, Bong-pal is running to check Hyun-ji's whereabouts. |                                                                         |               |           |                             |
| 15 | "Épisode 15" Transcription : "Partie 15" (coréen : 제15회)              | TBA           | TBA       | 29 Août 2016                |
| Cheon-sang et In-rang sont en surveillance près de la clinique de Hye-sung, puis ils remarquent qu'il a chargé quelque chose dans sa voiture, puis ils le suivent jusqu'à un parking. Pendant ce temps, Bong-pal court vers la clinique de Hye-sung, fracasse sa porte et voit le collier de Hyun-ji sur le sol. La police a commencé la recherche et le sauvetage de Hyun-ji, puis ils ont prélevé des échantillons de la tasse de Hye-sung dans sa clinique et ont informé la mère de Hyun-ji. Sur le parking, Cheon-sang et In-rang espionnent Hye-sung, et In-rang remarque qu'il a pris Hyun-ji, ce qu'il s'exclame, mais est remarqué par Hye-sung. Ensuite, ils ont la chaleur quand le patrouilleur du parking lui ordonne de quitter le parking, puis Cheon-sang et In-rang voient Hye-sung tuer le patrouilleur, puis In-rang informe Bong-pal, et la police est sur le chemin de la scène. Myung-cheol informe Bong-pal que la raison pour laquelle l'esprit maléfique est obsédé par l'invasion de son corps est que l'énergie spirituelle de sa mère lui a été transmise, et bien que l'arme spirituelle soit entièrement intacte, elle ne peut rien lui faire. La mère de Hye-sung est interrogée au poste de police. In-rang extrait l'emplacement cible de Hye-sung de son GPS de voiture, qui est un entrepôt abandonné. Après son interrogatoire, Myung-cheol interroge la mère de Hye-sung sur le "changement" de son fils, et elle révèle ensuite comment son fils est devenu ce qu'il est maintenant. À l'entrepôt abandonné, Hye-sung menace Hyun-ji, qui est obligé de révéler l'emplacement du colis, mais parvient à laisser son téléphone à l'emplacement, avec le message contenant l'adresse du colis, qui est trouvé par Bong-pal. et ses amis. Myung-cheol se rend chez le bodhisattva vierge, où ils discutent de Hye-sung, puis il reçoit le cimeterre amélioré, avec l'inscription dessus. Puis Bong-pal et Myung-cheol se retrouvent à la station de métro de l'Université Myungsung, où ils affrontent Hye-sung, Myung-cheol libérant le pouvoir du cimeterre puissant pour séparer l'esprit maléfique du corps de Hye-sung, ce qui rend Hye- effondrement chanté. Hyun-ji court pour trouver l'arme spirituelle, puis l'esprit maléfique attaque Myung-cheol qui ne peut plus la retenir. |                                                                         |               |           |                             |
| 16 | "Dernier épisode" Transcription : "Dernier épisode" (coréen : 마지막회) | TBA           | TBA       | 30 Août 2016                |
| Bong-pal détruit l'esprit maléfique avec l'arme spirituelle, puis après que Myung-cheol se lève, il remarque que Hye-sung est toujours en vie. Ensuite, les officiers mettent Hye-sung en garde à vue. Puis, de retour à la maison temporaire de Hyun-ji, sa mère explique à Bong-pal qu'ils partent le lendemain et qu'il doit mettre fin à ses sentiments envers Hyun-ji. Il lui donne alors le collier de Hyun-ji pour qu'il le lui donne. Au poste de police, Hye-sung avoue ses meurtres et il est détenu à la prison. Bong-pal et Hyun-ji se séparent jusqu'à ce qu'elle ait terminé ses études et soit prête pour l'université, et Bong-pal essaiera d'obtenir officiellement la permission de sa mère pour sortir ensemble. Ensuite, le temps passe jusqu'à ce que les résultats des tests de Hyun-ji soient connus. Elle reçoit la visite du fantôme d'un entraîneur, qui est ensuite renvoyé par elle. Elle informe alors Bong-pal qu'elle "n'a pas réussi". Ensuite, Bong-pal réfléchit à ce qu'il faut faire. Au premier jour de sa classe, Bong-pal regarde son nouveau groupe d'étude. Puis à l'extérieur, il est informé par Cheon-sang que Sundae Soup est sur le point de se dissoudre à nouveau, car les anciens membres (In-rang et Lim Seo-yeon) ont obtenu leur diplôme et aucun nouvel étudiant de première année n'est disposé à le rejoindre. Il reçoit alors un appel d'In-rang, qui a transformé leur club en une véritable entreprise. Myung-cheol rencontre une femme qu'il pense être un faux bodhisattva vierge et est amené au poste de police. Au poste de police, le détective Yang est maintenant promu chef, puis Myung-cheol est interrogé. Bong-pal est invité par les nouveaux membres de son groupe d'étude à vérifier la nouvelle fête de première année, et à la fête, il voit que Hyun-ji est passé, mais elle voulait le surprendre. Myung-cheol appelle Bong-pal pour le faire sortir de garde à vue à la police, après les événements avec le faux bodhisattva. Bong-pal lui dit alors de prendre sa retraite de moine et de vivre avec lui car il est la seule famille qu'il ait maintenant. Hyun-ji rejoint un événement de rendez-vous à l'aveugle avec les autres filles de sa classe, mais après que Bong-pal ait été informé par In-rang qu'elle était là, il participe à l'événement, se présente et part avec Hyun-ji. Il rentre ensuite chez lui avec Hyun-ji et demande officiellement à sa mère de sortir avec Hyun-ji, et est d'accord avec lui. Hye-sung se réconcilie avec sa mère en lui offrant un pendentif. Myung-cheol sauve la présidente de l'appartement lorsqu'elle trébuche sur une bouteille. Hyun-ji tombe sur une femme nommée Se-ri qui lui semble familière et voit qu'elle a trois petits amis qui essaient de se réconcilier avec elle. Puis, après une longue discussion, Hyun-ji et Bong-pal décident de travailler à Sundae Soup. |                                                                         |               |           |                             |